# Rajd Portugalii 1982

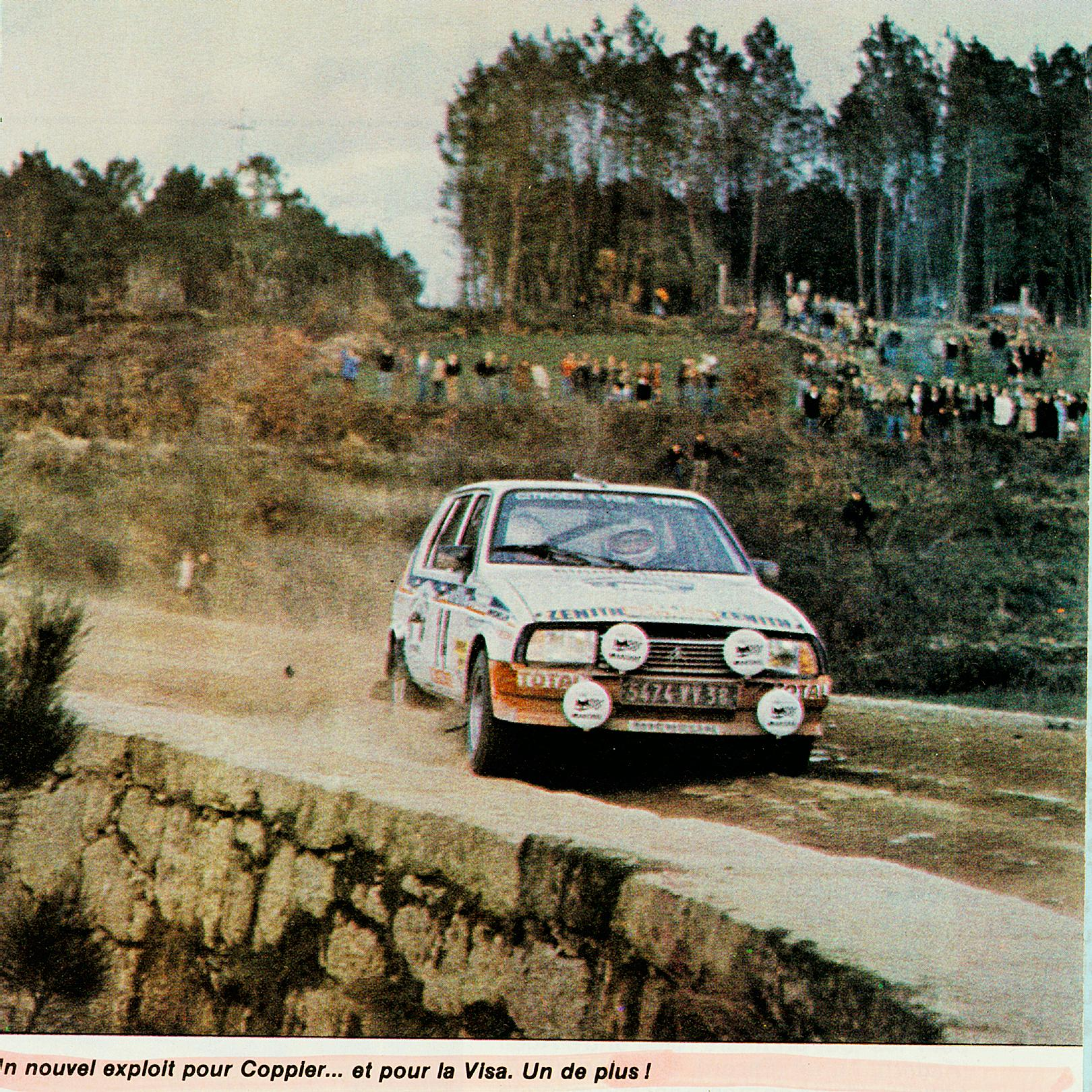
Michèle Mouton podczas rajdu

Rajd Portugalii 1982 (16. Rallye de Portugal – Vinho do Porto) – 16. Rajd Portugalii rozgrywany w Portugalii w dniach 3–6 marca. Była to trzecia runda Rajdowych Mistrzostw Świata w roku 1982. Rajd został rozegrany na szutrze i asfalcie. Bazą rajdu było miasto Estoril.

## Zwycięzcy odcinków specjalnych[1]
| Etap | Data    | OS | Godzina | Nazwa            | Długość  | Zwycięzca                             | Czas  | Śred. prędk. | Lider rajdu    |
| ---- | ------- | -- | ------- | ---------------- | -------- | ------------------------------------- | ----- | ------------ | -------------- |
| 1    | 3 marca | 1  | 9:15    | Lagoa Azul 1     | 4,56 km  | Henri Toivonen                        | 2:20  | 117,26 km/h  | Henri Toivonen |
| 1    | 3 marca | 2  | 9:30    | Peninha 1        | 6,36 km  | Henri Toivonen                        | 3:50  | 99,55 km/h   | Henri Toivonen |
| 1    | 3 marca | 3  | 9:50    | Sintra 1         | 10,57 km | Henri Toivonen                        | 6:54  | 91,91 km/h   | Henri Toivonen |
| 1    | 3 marca | 4  | 12:15   | Lagoa Azul 2     | 5,00 km  | Henri Toivonen Hannu Mikkola          | 2:20  | 117,26 km/h  | Henri Toivonen |
| 1    | 3 marca | 5  | 12:30   | Peninha 2        | 6,36 km  | Henri Toivonen                        | 3:50  | 99,55 km/h   | Henri Toivonen |
| 1    | 3 marca | 6  | 12:50   | Sintra 2         | 10,57 km | Henri Toivonen                        | 6:53  | 92,14 km/h   | Henri Toivonen |
| 1    | 3 marca | 7  | 15:15   | Lagoa Azul 3     | 4,56 km  | Henri Toivonen                        | 2:18  | 118,96 km/h  | Henri Toivonen |
| 1    | 3 marca | 8  | 15:30   | Peninha 3        | 6,36 km  | Hannu Mikkola                         | 3:49  | 99,98 km/h   | Hannu Mikkola  |
| 1    | 3 marca | 9  | 15:50   | Sintra 3         | 10,57 km | Walter Röhrl                          | 6:47  | 93,49 km/h   | Hannu Mikkola  |
|      |         |    |         |                  |          |                                       |       |              | Hannu Mikkola  |
| 2    | 4 marca | 10 | 1:00    | Martinchel 1     | 9,17 km  | Walter Röhrl                          | 6:28  | 85,08 km/h   | Hannu Mikkola  |
| 2    | 4 marca | 11 | 3:00    | Relvas – Lousa 1 | 22,73 km | Michèle Mouton                        | 19:01 | 71,72 km/h   | Michèle Mouton |
| 2    | 4 marca | 12 | 3:40    | Candosa 1        | 6,60 km  | Walter Röhrl Henri Toivonen           | 4:57  | 80,00 km/h   | Michèle Mouton |
| 2    | 4 marca | 13 | 4:15    | Salgueiro 1      | 16,83 km | Michèle Mouton                        | 14:53 | 67,85 km/h   | Michèle Mouton |
| 2    | 4 marca | 14 | 5:25    | Bucaco 1         | 11,44 km | Michèle Mouton                        | 7:36  | 90,32 km/h   | Michèle Mouton |
| 2    | 4 marca | 15 | 7:05    | Relvas – Lousa 2 | 22,73 km | Michèle Mouton                        | 17:29 | 78,01 km/h   | Michèle Mouton |
| 2    | 4 marca | 16 | 7:50    | Candosa 2        | 6,60 km  | Michèle Mouton                        | 4:55  | 80,54 km/h   | Michèle Mouton |
| 2    | 4 marca | 17 | 8:30    | Salgueiro 2      | 16,83 km | Tony Pond                             | 13:36 | 74,25 km/h   | Michèle Mouton |
| 2    | 4 marca | 18 | 9:50    | Bucaco 2         | 11,44 km | Michèle Mouton                        | 7:20  | 93,60 km/h   | Michèle Mouton |
|      |         |    |         |                  |          |                                       |       |              | Michèle Mouton |
| 3    | 4 marca | 19 | 17:55   | Viseu 1          | 25,96 km | Michèle Mouton                        | 17:17 | 90,12 km/h   | Michèle Mouton |
| 3    | 4 marca | 20 | 20:00   | Moes 1           | 11,00 km | Michèle Mouton                        | 6:45  | 97,78 km/h   | Michèle Mouton |
| 3    | 4 marca | 21 | 20:30   | Viseu 2          | 25,96 km | Michèle Mouton                        | 17:38 | 88,33 km/h   | Michèle Mouton |
| 3    | 4 marca | 22 | 21:50   | Freita           | 24,47 km | Michèle Mouton                        | 18:36 | 78,94 km/h   | Michèle Mouton |
|      |         |    |         |                  |          |                                       |       |              | Michèle Mouton |
| 4    | 5 marca | 23 | 16:05   | Fafe             | 7,72 km  | Walter Röhrl Michèle Mouton Tony Pond | 6:19  | 73,33 km/h   | Michèle Mouton |
| 4    | 5 marca | 24 | 16:30   | Cabreira         | 26,40 km | Michèle Mouton                        | 19:29 | 81,30 km/h   | Michèle Mouton |
| 4    | 5 marca | 25 | 17:45   | Marao 1          | 36,25 km | Michèle Mouton                        | 26:45 | 81,31 km/h   | Michèle Mouton |
| 4    | 5 marca | 26 | 18:30   | Alto Espinho 1   | 21,17 km | Per Eklund                            | 16:29 | 77,06 km/h   | Michèle Mouton |
| 4    | 5 marca | 27 | 19:45   | Marao 2          | 36,25 km | Michèle Mouton                        | 27:19 | 79,62 km/h   | Michèle Mouton |
| 4    | 5 marca | 28 | 20:30   | Alto Espinho 2   | 21,17 km | Henri Toivonen                        | 16:23 | 77,53 km/h   | Michèle Mouton |
| 4    | 5 marca | 29 | 22:02   | Armarar          | 9,56 km  | Henri Toivonen                        | 6:55  | 82,93 km/h   | Michèle Mouton |
| 4    | 5 marca | 30 | 22:40   | Lamego           | 17,74 km | Henri Toivonen                        | 10:42 | 99,48 km/h   | Michèle Mouton |
| 4    | 5 marca | 31 | 23:30   | Moes 2           | 11,00 km | Franz Wittmann                        | 6:56  | 95,19 km/h   | Michèle Mouton |
| 4    | 5 marca | 32 | 23:55   | Viseu 3          | 25,96 km | Henri Toivonen                        | 17:30 | 89,01 km/h   | Michèle Mouton |
| 4    | 6 marca | 33 | 4:28    | Arganil 1        | 41,63 km | Henri Toivonen                        | 30:14 | 82,62 km/h   | Michèle Mouton |
| 4    | 6 marca | 34 | 5:50    | Candosa 3        | 6,83 km  | Henri Toivonen Michèle Mouton         | 5:16  | 77,81 km/h   | Michèle Mouton |
| 4    | 6 marca | 35 | 6:20    | Lousa 1          | 11,63 km | Henri Toivonen                        | 7:56  | 80,39 km/h   | Michèle Mouton |
| 4    | 6 marca | 36 | 8:12    | Arganil 2        | 41,63 km | Franz Wittmann                        | 30:54 | 80,83 km/h   | Michèle Mouton |
| 4    | 6 marca | 37 | 9:36    | Candosa 4        | 6,83 km  | Michèle Mouton                        | 5:14  | 78,31 km/h   | Michèle Mouton |
| 4    | 6 marca | 38 | 10:22   | Lousa 2          | 10,63 km | Michèle Mouton                        | 8:05  | 78,90 km/h   | Michèle Mouton |
|      |         |    |         |                  |          |                                       |       |              | Michèle Mouton |
| 5    | 6 marca | 39 | 19:00   | Martinchel 2     | 9,17 km  | Michèle Mouton                        | 6:39  | 82,74 km/h   | Michèle Mouton |
| 5    | 6 marca | 40 | 20:43   | Coruche          | 20,27 km | Michèle Mouton                        | 11:34 | 105,15 km/h  | Michèle Mouton |

| Zwycięzcy OS-ów | Zwycięzcy OS-ów |
| Kierowca        | Liczba          |
| --------------- | --------------- |
| Michèle Mouton  | 18              |
| Henri Toivonen  | 15              |
| Walter Röhrl    | 5               |
| Hannu Mikkola   | 2               |
| Tony Pond       | 2               |
| Franz Wittmann  | 2               |
| Per Eklund      | 1               |

## Wyniki końcowe rajdu[2]
| Msc. | Kierowca                  | Pilot            | Samochód             | Czas    | Strata   | Grupa |
| ---- | ------------------------- | ---------------- | -------------------- | ------- | -------- | ----- |
| 1    | Michèle Mouton            | Fabrizia Pons    | Audi Quattro         | 7:39,36 | 0,0      | 4     |
| 2.   | Per Eklund                | Ragnar Spjuth    | Toyota Celica 2000GT | 7:52,43 | +13,07   | 4     |
| 3.   | Franz Wittmann            | Peter Diekmann   | Audi Quattro         | 8:07,25 | +27,49   | 4     |
| 4.   | Carlos Torres             | Filipe Lopes     | Ford Escort RS1800   | 8:30,58 | +51,22   | 4     |
| 5.   | Alain Coppier             | Josépha Laloz    | Citroën Visa         | 8:54,11 | +1:14,35 | B9    |
| 6.   | Mário Silva               | Rui Bevilacqua   | Ford Escort RS1800   | 9:01,12 | +1:21,36 | 4     |
| 7.   | António Ferreira da Cunha | Carlos Resende   | Opel Ascona          | 9:29,09 | +1:49,33 | 2     |
| 8.   | Christian Dorche          | Patricia Trivero | Citroën Visa         | 9:35,39 | +1:56,03 | B9    |
| 9.   | Olivier Tabatoni          | Michel Cadier    | Citroën Visa         | 9:40,36 | +2:01,00 | B9    |
| 10.  | Jorge Fleck               | Silvio Klein     | Opel Kadett GT/E     | 9:40,55 | +2:01,19 | 2     |

## Klasyfikacja po 3 rundach
Tabele przedstawiają tylko pięć pierwszych miejsc.

### Kierowcy
| Lp. | Kierowca       | Pkt |
| --- | -------------- | --- |
| 1   | Walter Röhrl   | 32  |
| 2   | Michèle Mouton | 28  |
| 3   | Per Eklund     | 25  |
| 4   | Stig Blomqvist | 20  |
| 5   | Hannu Mikkola  | 15  |

### Producenci
| Lp. | Producent | Pkt |
| --- | --------- | --- |
| 1   | Audi      | 34  |
| 2   | Opel      | 30  |
| 3   | Toyota    | 16  |
| 4   | Porsche   | 14  |
| 4   | Citroën   | 14  |